# Simon Armstrong
Simon Armstrong (* in Llanelli) ist ein walisischer Schauspieler.

## Werdegang
Simon Armstrong ist seit 1996 als Schauspieler aktiv. Zuvor war er Englischlehrer in seinem Heimatland Wales. Seinen ersten Auftritt vor der Kamera absolvierte Armstrong in der Serie The Sherman Plays. Weitere TV-Auftritte wie in Holby City und Inspector Barnaby folgten. Daneben war Armstrong in Filmen wie The Last Hangman und Killer Elite zu sehen.
Einem größeren Publikum wurde Armstrong jedoch erst 2012 bekannt, als er in der zweiten Staffel der Fantasy-Serie Game of Thrones die Rolle des Qhorin Halbhand, einem Grenzer der Nachtwache übernahm. Armstrong spielte seitdem weitere wiederkehrende Rollen in Da Vinci’s Demons, Coronation Street und The Interceptor.

## Filmografie (Auswahl)
- 1996: The Sherman Plays (Fernsehserie, Episode 4x02)
- 1998–2000: Casualty (Fernsehserie, 8 Episoden)
- 2005: Inspector Barnaby (Midsomer Murders) Fernsehserie, Staffel 8, Folge 7: Tief unter der Erde (Hidden Depths)
- 2005: The Last Hangman
- 2005–2016: Doctors (Fernsehserie, 8 Episoden)
- 2008: Edge of Love – Was von der Liebe bleibt (Edge of Love)
- 2009: Holby City (Fernsehserie, Episode 11x49)
- 2010: We Want Sex
- 2011: Killer Elite
- 2011: Resistance
- 2012: Black Out: Killer, Koks und scharfe Bräute (Black Out)
- 2012: Game of Thrones (Fernsehserie, 4 Episoden)
- 2012: The Fear (Fernsehserie, 3 Episoden)
- 2012: In the Dark Half
- 2013: Da Vinci’s Demons (Fernsehserie, 3 Episoden)
- 2013: Life of Crime (Fernsehserie, Episode 1x03)
- 2013: Coronation Street (Fernsehserie, 8 Episoden)
- 2013: Call the Midwife – Ruf des Lebens (Call the Midwife, Fernsehserie, Weihnachtsspecial)
- 2014: Viking: The Berserkers
- 2015: The Interceptor (Fernsehserie, 5 Episoden)
- 2015: The Coroner (Fernsehserie, Episode 1x05)
- 2016: The Hollow Crown (Fernsehserie, Episode 2x02)
- 2017: King Arthur: Excalibur Rising
- 2017: Crowhurst
- 2018: Rémi sans famille
- 2019: The Crown (Fernsehserie, Episode 3x03)
- 2021: The Pembrokeshire Murders (Miniserie, 2 Episoden)
- 2025: Toxic Town (Fernsehserie)